# Gasteria vlokii
Gasteria vlokii är en grästrädsväxtart som beskrevs av Van Jaarsv. Gasteria vlokii ingår i släktet Gasteria och familjen grästrädsväxter. Inga underarter finns listade i Catalogue of Life.

## Bildgalleri

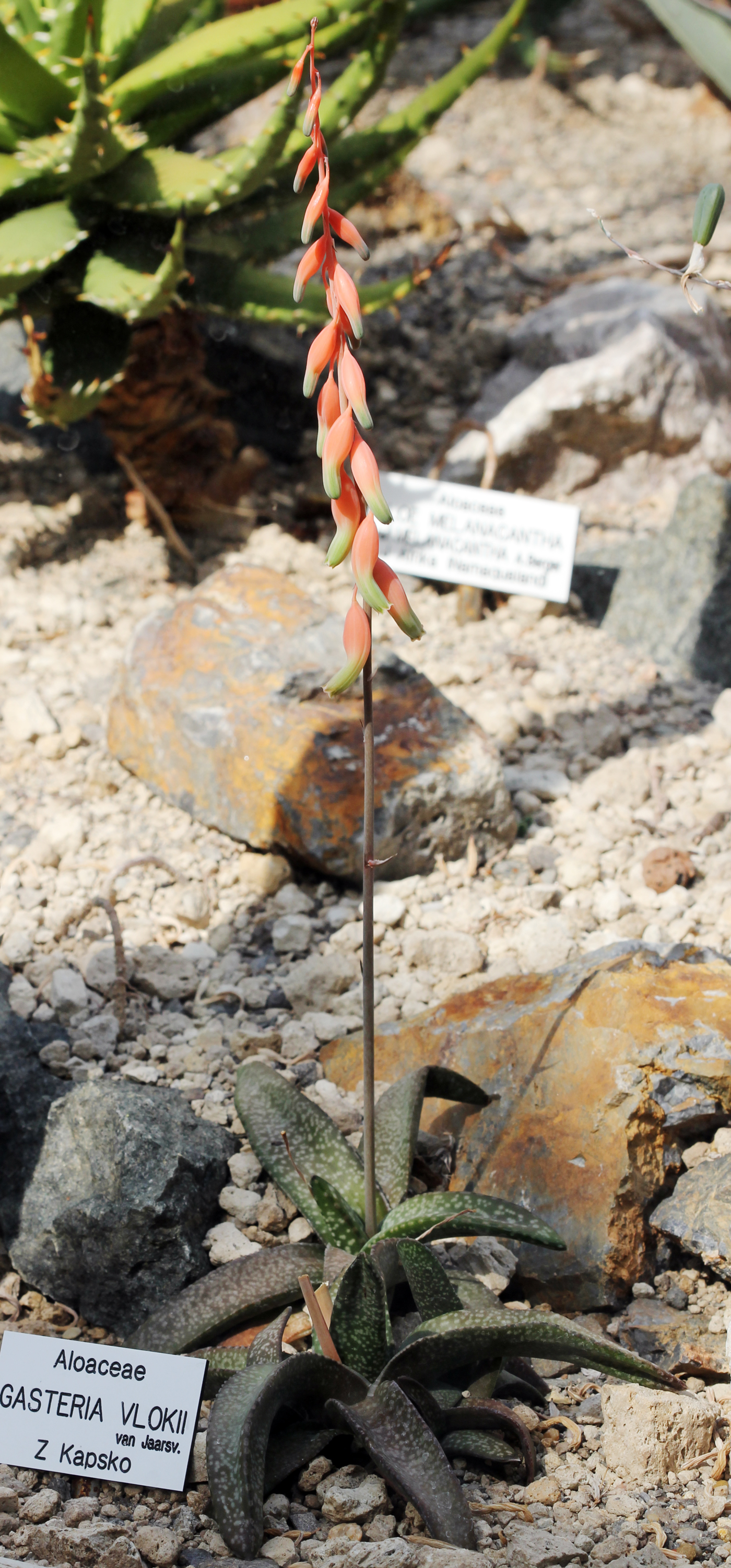
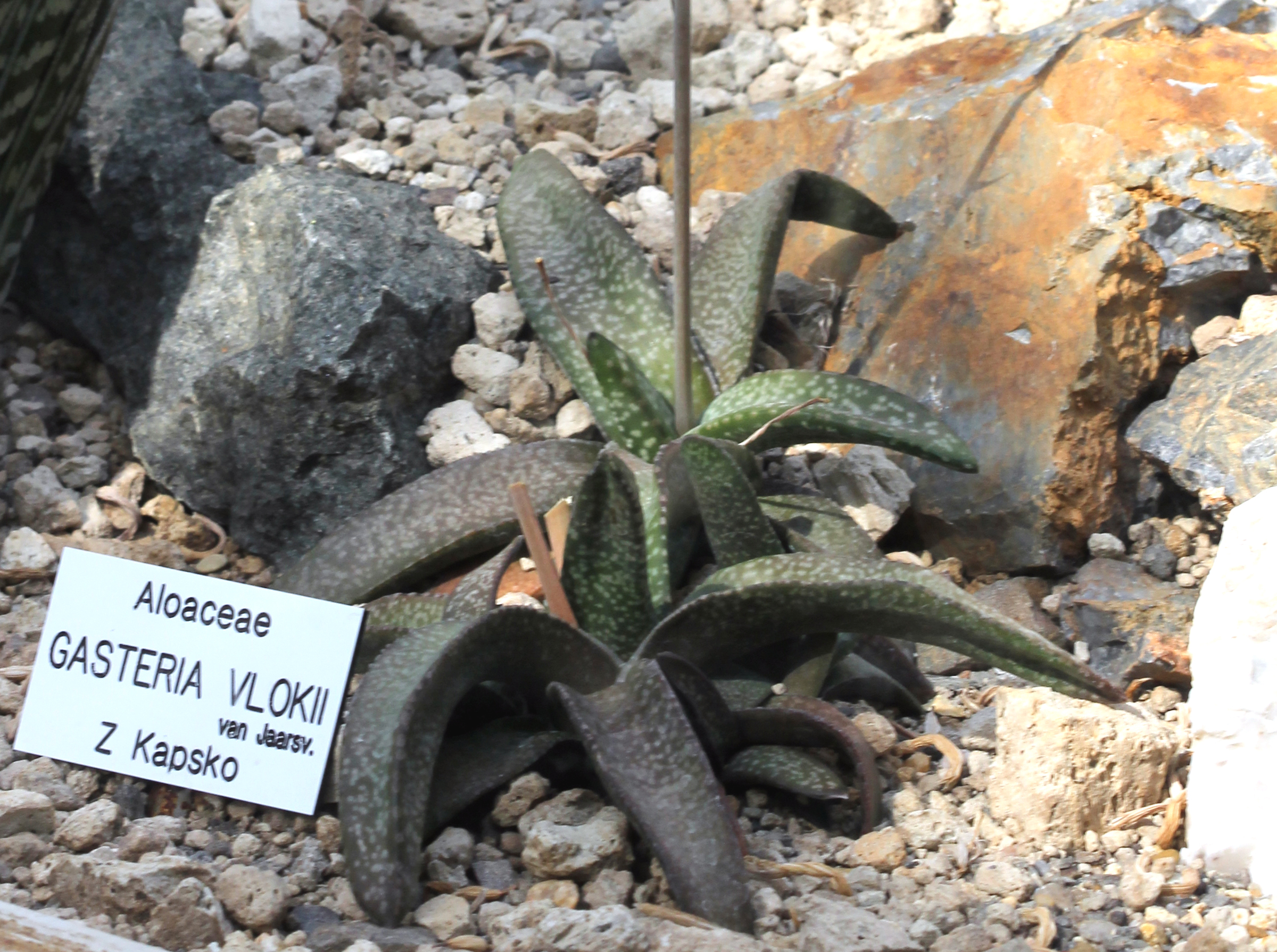
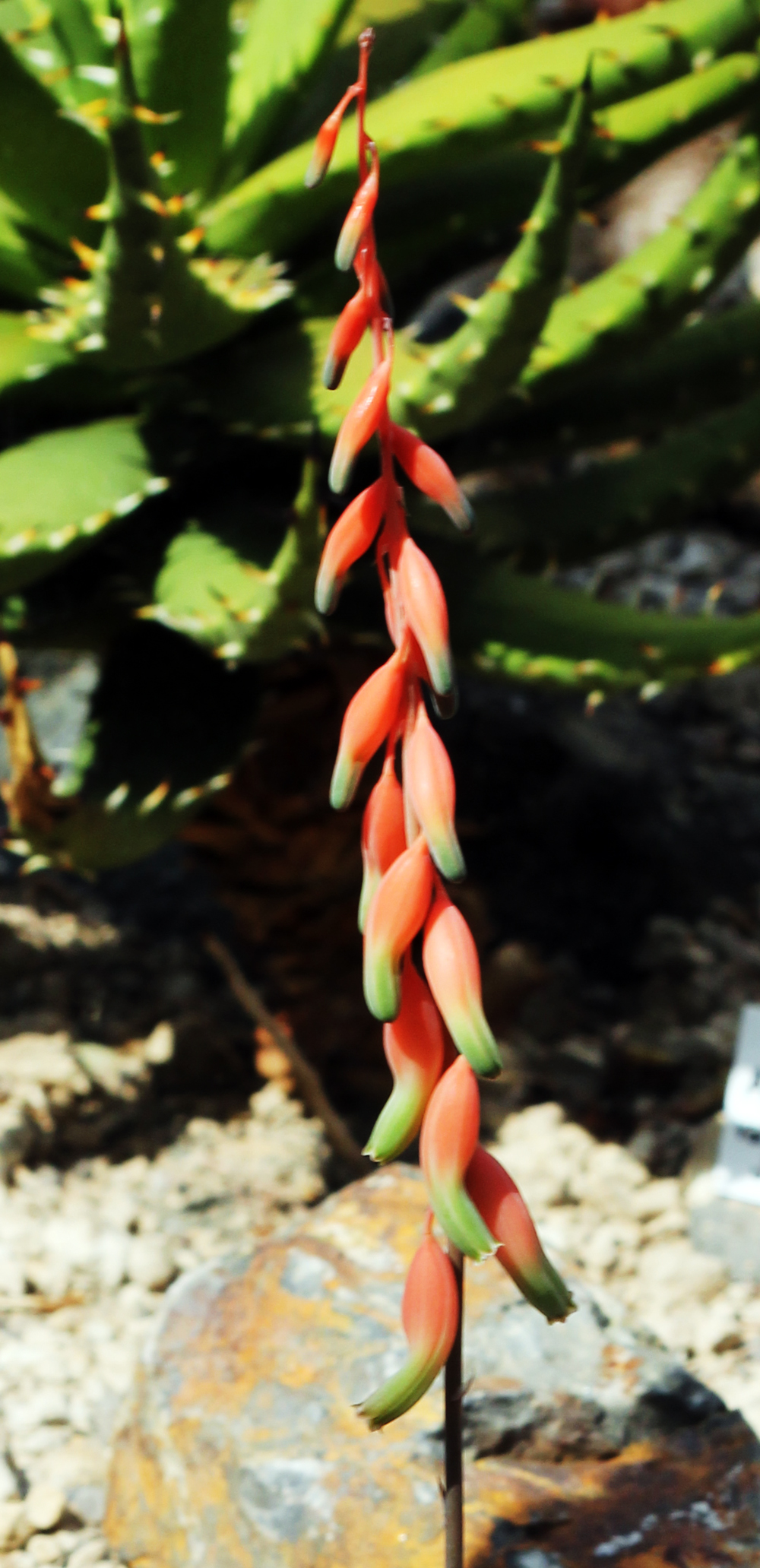